# 東佳樹
東 佳樹（ひがし よしき、1975年8月9日 - ）は、日本のドラマー、パーカッショニスト。シエナ・ウインド・オーケストラ打楽器奏者。

## 経歴
大阪府河内長野市出身。河内長野市立東中学校時代に吹奏楽部で打楽器をはじめる。当時バンドブームで同級生たちと多くのコピーバンドを結成しドラムを担当する。
大阪府立生野高等学校でも吹奏楽部に所属し、部長を務める。一方、複数のバンド活動も始め、この頃フュージョン、ジャズに目覚める。吉村洋文大阪府知事は同級生である。
高校2年の終わりから打楽器を北野徹に師事。関西アンサンブルコンテストにて打楽器4重奏で金賞受賞。
1994年、大阪教育大学教育学部教養学科芸術専攻音楽コースに入学し打楽器を専攻。小谷康夫に師事。3回生で中退。
1997年、東京藝術大学音楽学部器楽科に入学し打楽器を専攻。有賀誠門、岡田知之に師事。在学中より東京を中心に音楽活動を開始。
2002年3月、東京藝術大学音楽学部器楽科を卒業。
2012年11月、シエナ・ウインド・オーケストラ入団。

## 主な活動履歴
- ミュージカル「シンデレラ」(2002年 ドラム)
- 東京宝塚雪組公演「追憶のバルセロナ〜ON THE 5th」(2002年 パーカッション)
- 蜷川幸雄演出「マクベス」(2002年 パーカッション) NY NEXT WAVE FESTIVAL 2002に参加
- ミューズシンフォニーウインドオーケストラ 第14回定期演奏会にゲスト出演(2002年 ドラム)
- ミュージカル「ジキル＆ハイド」(2003年 ドラム・パーカッション)
- 井上尊晶演出「恐怖時代」(2003年 ヴィブラフォン)
- 宝塚星組日生公演「雨に唄えば」(2003年 ドラム)
- ミュージカル「レ・ミゼラブル」(2003〜2004年 ドラム)
- 「レ・ミゼラブル・イン・コンサート」(2004年 ドラム)
- ミュージカル「レ・ミゼラブル」(2005年 ドラム)
- 「テネシーワルツ〜江利チエミ物語」(2005年 ドラム)
- ミュージカル「ジキル＆ハイド」(2005年 ドラム・パーカッション)
- ミュージカル「グランド・ホテル」(2006年 ドラム)
- ミュージカル「レ・ミゼラブル」(2006年 ドラム)
- 蜷川幸雄演出「オレステス」(2006年 パーカッション)
- 宝塚月組日生公演「オクラホマ！」(2006年 パーカッション)
- ミュージカル｢スウィーニー･トッド｣(2007年 パーカッション)
- ミュージカル「ジキル＆ハイド」(2007年 ドラム・パーカッション)
- ミュージカル「HOW TO SUCCEED」(2007年 ドラム)
- ミュージカル「レ・ミゼラブル」(2007年 ドラム)
- 上野耕路＆HIS ORCHESTRAメンバーとしてASIEN-PAZIFIK-WOCHEN BERLIN 2007に出演。(2007年 マリンバ)
- ミュージカル「トライアンフ・オブ・ラブ〜愛の勝利」(2008年 ドラム・パーカッション)
- 宝塚宙組梅田公演「雨に唄えば」(2008年 ドラム)
- 東京宝塚星組公演「スカーレット　ピンパーネル」(2008年 ドラム)
- ミュージカル「SHOW TUNE」(2008年 ドラム)
- ミュージカル「マルグリット」(2009年 ドラム・パーカッション)
- ミュージカル「シラノ」(2009年 パーカッション)
- ミュージカル「スペリングビー」(2009年 ドラム・パーカッション)
- ミュージカル「レ・ミゼラブル」(2009年 ドラム)
- ミュージカル「ファニーガール」(2010年 パーカッション)
- ミュージカル「ドラキュラ伝説〜千年愛」(2010年 パーカッション)
- ミュージカル「COCO」(2010年 ドラム・パーカッション)
- ミュージカル「マルグリット」(2011年 ドラム・パーカッション)
- ミュージカル「レ・ミゼラブル」(2011年 ドラム)
- ミュージカル｢スウィーニー･トッド｣(2011年 パーカッション)
- ミュージカル「ユーリンタウン」(2011年 ドラム)
- ミュージカル「GOLD」(2011年 パーカッション)
- ミュージカル「ジキル＆ハイド」(2012年 ドラム・パーカッション)
- ミュージカル「道化の瞳」(2012年 ドラム)
- 河内長野吹奏楽団ブルーウインズ創団20周年記念演奏会にてN.ロサウロ作曲「ヴィブラフォン協奏曲」を共演(2012年 ヴィブラフォン)
- ミュージカル「サンセット大通り」(2012年 ドラム・パーカッション)
- 宝塚雪組梅田、博多公演「FOOTLOOSE」(2012年 パーカッション)
- ミュージカル「Daddy Long Legs」(2012年〜2013年 ドラム)
- 「スリラーライブ」(2012年 パーカッション)
- 東京宝塚星組公演「TAKARADUKA ジャポニズム”序破急”」(2013年 パーカッション)
- ミュージカル｢スウィーニー･トッド｣(2013年 パーカッション)
- 佐渡裕指揮、山下洋輔(p)、シエナ・ウインド・オーケストラと山下洋輔作曲ピアノ協奏曲第1番《即興演奏家のためのエンカウンター》にて準ソリストとして共演。(2013年 パーカッション)
- 東佳樹Quartet vol.1 (2013年 ヴィブラフォン)
- ミュージカル「スクルージ」(2013年 ドラム・パーカッション)
- ミュージカル「Catch Me If You Can」(2014年 ドラム)
- ミュージカル「道化の瞳」(2014年 ドラム)
- 井上芳雄コンサート「Yoshio Inoue Sings Disney〜One Night Dream」(2015年 パーカッション)
- ダウンタウンフォーリーズvol.10(2015年 ドラム)
- 安寿ミラ「FEMALE vol.12 35 Anniversary」(2015年 ドラム)
- ミュージカル「サンセット大通り」(2015年 ドラム・パーカッション)
- 水夏希「SHOW With MIZU」(2015年 ドラム)
- ミュージカル「トップハット」ロンドン版来日公演(2015年 ドラム・パーカッション)
- ミュージカル「ドッグファイト」(2015年〜2016年 ドラム・パーカッション)
- 花總まりコンサート「〜Especially For You〜」(2016年 ドラム)
- 井上芳雄コンサート「Yoshio Inoue Sings Disney〜Dream Goes On」(2016年 パーカッション)
- ミュージカル｢スウィーニー･トッド｣(2016年 パーカッション)
- ミュージカル「Tell Me On A Sunday〜サヨナラは日曜日に」(2016年 ドラム)
- ミュージカル「ジャージーボーイズ」(2016年 ドラム)
- 市村正親ひとり芝居「市村座2016」(2016年 ドラム)
- 東佳樹Quartet vol.2 (2016年 ヴィブラフォン)
- ミュージカル「クロスハート」(2016年〜2017年 ドラム)
- ミュージカル「ビッグフィッシュ」(2017年 パーカッション)
- 宝塚歌劇宙組公演 朝夏まなとアメイジングステージ「A Motion(エースモーション)」(2017年 パーカッション)
- メタルギア・イン・コンサート(2017年 ドラム)
- 一路真輝35周年記念コンサート(2017年 ドラム・パーカッション)
- ミュージカル「結婚行進曲」(2017年 ドラム)
- 姿月あさと30th Anniversary Concert 〜秋桜(コスモス)〜(2017年 ドラム)
- 井上芳雄 by MYSELF スペシャルライブ(2017年 パーカッション)
- 早霧せいな 「シークレットスプレンダー」(2017年 ドラム)
- ミュージカル「ドッグファイト」(2017年 ドラム・パーカッション)
- ミュージカル「マディソン郡の橋」(2018年 ドラム・パーカッション)
- 市村正親ひとり芝居「市村座2018」(2018年 ドラム)
- ミュージカル「ウーマン・オブ・ザ・イヤー」(2018年 ドラム・パーカッション)
- メタルギア・イン・コンサート(2018年 ドラム)
- ミュージカル「ジャージーボーイズ」(2018年 ドラム)
- 生野高校OB吹奏楽団第20回オータムコンサートにゲスト出演。(2018年 ドラム・ヴィブラフォン)
- 岩谷時子メモリアルコンサート〜Forever〜 Vol.3 (2018年 ドラム)
- 井上芳雄 by MYSELF スペシャルライブ(2018年 パーカッション)
- ミュージカル「ラブネバーダイ」(2019年 ドラム・パーカッション)
- 宝塚歌劇雪組公演 「20世紀号に乗って」(2019年 ドラム・パーカッション)
- メタルギア・イン・コンサート(2019年 ドラム)
- 劇場版「機動戦士ガンダム」シネマ・コンサート(2019年 パーカッション)
- 「ライオン・キング」ライブ・オーケストラ(2019年 ドラム)
- 東佳樹 The New Quartet (2019年 ヴィブラフォン)
- 「名探偵コナン」スペシャル・コンサート(2019年 パーカッション)
- 海宝直人 CONCERT 2019「I hope」(2019年 ドラム・パーカッション)
- ミュージカル「ファントム」(2019年 パーカッション)
- ミュージカル「シャボン玉とんだ宇宙までとんだ」(2020年 ドラム・パーカッション)
- ミュージカル「サンセット大通り」(2020年 ドラム・パーカッション)
- 「ジャージーボーイズ イン コンサート」(2020年 ドラム)
- ミュージカル「生きる」(2020年 パーカッション)
- 海宝直人 舞台芸能活動25周年記念コンサートツアー(2020年 ドラム)
- 宝塚歌劇花組公演 「NICE WORK IF YOU CAN GET IT」(2021年 パーカッション)録音
- ミュージカル「バーナム」(2021年 ドラム)録音
- 地球ゴージャスミュージカル「The PROM」(2021年 ドラム)
- 「名探偵コナン」スペシャル・コンサート(2021年 パーカッション)
- 井上芳雄 by MYSELF スペシャルライブ 20周年記念ツアー(2021年 パーカッション)
- ミュージカル「ピーター・パン(ミュージカル)」(2021年 ドラム・パーカッション)
- ミュージカル「ドッグファイト」(2021年 ドラム・パーカッション)
- ワールドトリガーTHE MUSIC EXPO(2021年 パーカッション)
- 銀河鉄道999 シネマコンサート(2021年 ドラム)
- ミュージカル「リトルプリンス」(2022年 ドラム・パーカッション)
- 岩谷時子メモリアルコンサート〜Forever〜 Vol.4 (2022年 ドラム)
- 東京ディズニーシー20周年 タイム・トゥ・シャイン！イン・コンサートツアー(2022年 ドラム)
- 宝塚歌劇月組公演 「今夜ロマンス劇場で」「FULL SWING」 (2022年 パーカッション)
- 海宝直人 CONCERT 2021『Break a leg!』with オーケストラ・アンサンブル金沢 大阪公演 (2022年 ドラム)
- 凰稀かなめ スペシャルライブ『Kaname Beans-４豆-』(2022年 ドラム)
- 山口祐一郎 「My Story, My Song 〜and YOU〜」(2022年 ドラム・パーカッション)
- ミュージカル「スワンキング」(2022年 ドラム・パーカッション)
- 河内長野吹奏楽団ブルーウインズ創団30周年記念演奏会にゲスト出演(2022年 ドラム・ヴィブラフォン)
- ミュージカル「ジャージーボーイズ」(2022年 ドラム)
- ミュージカルショー「SEVEN シンドバッド 7つの航海」(2022年 ドラム・パーカッション)
- ミュージカル「チェーザレ 破壊の創造者」(2023年 ドラム)
- ミュージカル「キングアーサー」(2023年 パーカッション)録音
- ミュージカル「SPY×FAMILY 」(2023年 パーカッション)
- 東京ディズニーリゾート40周年 “ドリームゴーラウンド”イン・コンサート (2023年 ドラム)
- ミュージカル「ダーウィン・ヤング　悪の起源」(2023年 ドラム・パーカッション)
- ミュージカル「ファントム」(2023年 パーカッション)
- ミューズシンフォニーウインドオーケストラ 第37回定期演奏会にゲスト出演(2023年 ドラム・ヴィブラフォン)
- 森亮平 Presents 武蔵ホールコンサート シーズン3 vol.8 Lyric Suite for Sextet(2023年 ヴィブラフォン)
- 山口祐一郎 「Yuichiro & Friends -Singing! Talking! Not Dancing!」(2024年 ドラム・パーカッション)
- ミュージカル｢スウィーニー･トッド｣(2024年 パーカッション)
- 井上芳雄 by MYSELF × GREENVILLE コンサート2024 (2024年 パーカッション)
- 久石譲 FUTURE ORCHESTRA CLASSICS vol.7      久石譲：ジ・エンド・オブ・ザ・ワールド                スティーヴ・ライヒ：砂漠の音楽（日本初演）
- 日米合同制作  ブロードウェイミュージカル「RENT」(2024年 ドラム)
- 岩谷時子メモリアルコンサート〜Forever〜 Vol.5 (2024年 ドラム)
- ミュージカル「イン・ザ・ハイツ」(2024年 ドラム)
- 森亮平 Presents 武蔵ホールコンサート シーズン4 vol.6 「2つのV」(2024年 ヴィブラフォン)
- ミュージカル「ラブネバーダイ」(2025年 ドラム・パーカッション)
- 「名探偵コナン」スペシャル・コンサート(2025年 パーカッション)
- ミュージカル「フランケンシュタイン」(2025年 ドラム)
- 海宝直人 "ever" 舞台芸能活動30周年コンサート(2025年 ドラム)
- 森亮平 Presents 武蔵ホールコンサート 「2VPふたたび」(2025年 ヴィブラフォン・パーカッション)
- ミュージカル「ジャージーボーイズ」(2025年 ドラム)
- ミュージカル「SPY×FAMILY 」(2025年 パーカッション)
- 久石譲 MUSIC FUTURE vol.12     スティーヴ・ライヒ： Music for 18 Musicians
- 山口祐一郎 「Yuichiro & Friends 2 - Singing! Talking! and big Smiling!」(2025年 ドラム・パーカッション)
- ミュージカル「ISSA in Paris」(2026年 パーカッション)

## 作品

### 配信アルバム
|     | タイトル      | リリース      | 規格                   |
| --- | ------------- | ------------- | ---------------------- |
| 1st | VIBES BACH    | 2020年9月11日 | デジタル・ダウンロード |
| 2nd | VIBES BACH II | 2022年4月8日  | デジタル・ダウンロード |